# Lijst van beschermd erfgoed in Châtelet
Onderstaande tabel geeft een overzicht van de beschermde erfgoederen in de gemeente Châtelet. Het beschermd erfgoed maakt deel uit van het cultureel erfgoed in België.
| Object | Bouwjaar/architect | Deelgemeente | Adres                 | Coördinaten                   | Nummer?                | Afbeelding |
| --- | ------------------ | ------------ | --------------------- | ----------------------------- | ---------------------- | --- |
| Kapel Saint-Roch |                    |              |                       | 50° 24' 1" NB, 4° 31' 49" OL  | 52012-CLT-0001-01 Info | Kapel Saint-Roch |
| Huis: gevel en dak |                    |              | place E. Wilson n° 13 | 50° 24' 55" NB, 4° 31' 7" OL  | 52012-CLT-0004-01 Info | Huis: gevel en dak |
| Gedeeltes van kasteel Pirmez: het dak, gevels, kozijnen (chassis en component), met uitzondering van de kapel uit de 19e eeuw, en alle architecturale en decoratieve onderdelen van de rotonde, en vormt een ensemble |                    |              | Grand-Rue n°s 3-5     | 50° 24' 12" NB, 4° 31' 37" OL | 52012-CLT-0005-01 Info | Gedeeltes van kasteel Pirmez: het dak, gevels, kozijnen (chassis en component), met uitzondering van de kapel uit de 19e eeuw, en alle architecturale en decoratieve onderdelen van de rotonde, en vormt een ensemble |